# エルロンド
エルロンド（Elrond、太陽の時代525年 - ）は、J・R・R・トールキンの中つ国を舞台とした小説、『ホビットの冒険』、『指輪物語』及び『シルマリルの物語』の登場人物。半エルフのエルロンド（Elrond the Half-elven）と呼ばれる。
父は航海者エアレンディル、母はドリアスの王ディオルの娘エルウィング。双子の兄弟にエルロス。妻は森の奥方ガラドリエルの娘ケレブリーアン。息子に双子のエルラダンとエルロヒア。娘にアルウェンがいる。
裂け谷の領主であるかれは、中つ国の第三紀におけるもっとも力ある者のひとりであり、エルフの三つの指輪の一つである風の指輪ヴィルヤの所有者であった。エルロンドとはエルフ語で「星の館」と言う意味である。

## 第一紀

### シリオンの急襲
光の君エアレンディルは金髪のエルウィングを娶り、二人の息子エルロンドとエルロスを得た。かれはシリオンの河口近くに住む、ゴンドリン残党のエルフと、ドリアス残党のエルフたちの領主となった。エアレンディルは父トゥオルと母イドリルの消息を求めて航海に出た。その間フェアノールの息子たちは、エルウィングがシルマリルとともに存命であることを知り、シルマリルをかれらに引き渡すことを要求する書状をだしたが、エルウィングはこの要求を拒否した。するとフェアノールの息子たちはゴンドリンとドリアスの残党を不意に襲い、滅ぼした。エルウィングはシルマリルを抱いて海中に身を投げた。エルロンドとエルロスは捕らえられたが、両親の怖れに反して、凶行を悔やんだマイズロスとマグロールは愛情をもってかれらを養育した。

### 半エルフ
海中に身を投じたエルウィングは、ウルモに大きな白い鳥の姿を与えられた。かの女はエアレンディルを求めて飛び、かれを見つけた。エアレンディルは中つ国に絶望し、アマンの地へと航海した。
エアレンディルがアマンの地にて中つ国の窮状をヴァラールに訴えた際、ヴァラールは、かれとその妻エルウィングを裁くため、ふたりがエルダール（エルフ）であるのかエダイン（人間）であるのか議論した。かれらがエルフと人間、双方の血を引いていたからである。
そしてエルフと人間の血を引く四人、エアレンディル、エルウィング、エルロンド、エルロスには、二つの運命のうち一つを選ぶ権利を与えた。そのため、かれらは半エルフと呼ばれる。エルロスは人間の運命を選び、かれとかれの子孫は、並の人間よりは長命ではあるが、有限の命を持つことになった。エルロンドはエルフの運命を選び、かれとかれの子供たちは不死性を得た。
四人の半エルフのうちエアレンディルとエルウィングは中つ国に帰ることを許されず、エルロスはヌーメノールの王として死んだ。そのため、第三紀において「半エルフ」とは、エルロンドを意味する。

### 怒りの戦い
エアレンディルの訴えによりはじまった「怒りの戦い」の結果、サンゴロドリムは破壊され、モルゴスは捕らわれた。ベレリアンドのエルダールたちの多くは西方の地へと渡っていったが、エルロンドは中つ国に残ることを選んだ。モルゴスの部下サウロンはエオンウェに対しヴァラールへの服従を示した。しかしエオンウェがアマンにて裁きを受けるように命じると恥じ入り、エオンウェが立ち去るとサウロンは逃亡した。

## 第二紀
エルロンドはギル＝ガラドとともにリンドンに住んだ。エルロスはヌーメノールの王になった。中つ国とヌーメノールは長い平和の時をもった。

### エレギオンの荒廃と裂け谷の創設
サウロンはエルフを支配することを望み、美しい姿を装った。そしてアンナタールを名乗り、多くの助言をたずさえてエルフたちを訪ね歩いた。しかしリンドンのギル＝ガラドとエルロンドはかれをあやしみ、かれの正体を知らぬまま、かれの入国を拒否した。ギル＝ガラドとエルロンドは、アンナタールを避けるよう他のエルフたちに忠告したが、耳を貸すものは少なかった。アンナタールの助言はほかのエルフにはよろこばれ、とくにエレギオンで歓迎された。サウロンはエレギオンの細工師たちを主導して、多くの力ある指輪を作らせた。サウロンはその一方で全ての指輪を支配する一つの指輪を作った。しかしいったんサウロンが一つの指輪を身に付けるとエルフたちはかれの正体に気づき、かれらの指輪をはずした。サウロンは全ての指輪を引き渡すよう要求したが、細工師たちの長ケレブリンボールの作った三つの指輪は隠された。サウロンは怒り、軍勢を集めてエレギオンを攻めた。ギル＝ガラドはエルロンドをエレギオンへと送ったが、サウロンとの戦いによってエレギオンは荒廃し、ケレブリンボールも殺された。エルロンドは生きのこったエルフたちを集め、裂け谷の避難所を作った。サウロンはリンドンと裂け谷を包囲したが攻め落とすことが出来ず、そうするうちにヌーメノールの援軍が現れ、サウロンの軍勢は駆逐された。会議が開かれ、エリアドールの東におけるエルフの拠点は裂け谷におくこととなった。ギル＝ガラドはエルフの三つの指輪のうち、風の指輪ヴィルヤをエルロンドにあたえ、かれを副摂政とした。

### 最後の同盟の戦い
ヌーメノールの没落のあと、エレンディル率いるドゥーネダインと、ギル＝ガラド率いるエルフたちは同盟を結び、サウロンを打倒するべく戦った。エルロンドはこれをギル＝ガラドの伝令として戦った。モルドールにおいて、ギル＝ガラドとエレンディルはサウロン自身と戦い絶命し、エレンディルの剣ナルシルはかれの体の下で折れた。しかしサウロンもまた倒れ、イシルドゥアは折れたナルシルをもってサウロンの指を切り落とし、一つの指輪を手に入れた。サウロンは肉体を捨て、逃げ去った。キーアダンとエルロンドは、イシルドゥアに一つの指輪を捨てるよう勧めたが、イシルドゥアはそれを自分のものとした。

## 第三紀
イシルドゥアはあやめ野近くの野営地でオークたちに襲われて落命し、息子たちと一族郎党のほぼ全てもまた殺された。しかしかれの妻と末子のヴァランディルは裂け谷に留まっており、無事だった。これを始めとして、第三紀を通じ、エルロンドはイシルドゥアの子孫たちに助けと避難所を提供しつづけた。
エルロンドは第三期109年に、ケレボルンとガラドリエルの娘、ケレブリーアンを妻とした。二人のあいだには双子の息子エルラダンとエルロヒア（130年）、そして娘のアルウェン（241年）が生まれた。

### 北方王国の滅亡
イシルドゥアの子孫が治めるアルノールの王国は、エアレンドゥアの息子たちの不和のため、アルセダイン、ルダウア、カルドランの三国に分裂した。アルセダインではイシルドゥアの血筋が守られたが、他の二国においては絶えた。かれらは土地をめぐって争い、ドゥーネダインの衰亡を早めた。第三紀の1300年ごろ、アルセダインのマルヴェギル王の治世に、ナズグールの首領がエテン高地の北方にアングマール王国を築いた。ルダウアはアングマールと結託した邪悪な山岳人の領主の支配する国となり、アングマールとともにアルセダインを攻めた。アルセダインはカルドランのドゥーネダインや、裂け谷のエルロンド、リンドンのキーアダンの援助を受けながら幾世代ものあいだ戦ったが、カルドランのドゥーネダインは絶滅し、アルセダインは国土を失った。1974年、北方王国は滅んだ。しかし翌1975年、ゴンドールのエアルニル王は、息子のエアルヌアを艦隊とともに北方へと派遣し、艦隊はリンドンについた。リンドンのキーアダンはかれに従うものを集め、その全勢力とゴンドール軍とで、フォルノストのアングマール軍を討った。アングマールの魔王は敗残兵を集めてアングマールへと逃げ去ろうとしたが、追いついたエアルヌア率いる騎兵部隊とグロールフィンデル率いる裂け谷の軍勢にはさまれ、アングマール軍は全滅した。その時アングマールの魔王は黒い馬にまたがってあらわれ、遺恨を晴らすため、恐ろしい叫び声をあげてエアルヌアを攻めようとした。エアルヌアは迎え打とうとしたが、彼の乗馬は魔王の叫びを恐れて、エアルヌアを乗せたまま遠くへ走り去った。魔王は笑ったが、グロールフィンデルがかれを追うと、逃走した。
1976年
王国を失ったドゥーネダインたちは野伏となり、王の代わりに族長をいただいた。代々の族長は全て裂け谷で養育され、北方王国の宝、バラヒアの指輪、折れたナルシル、エレンディルの星、アンヌミナスの王笏は、裂け谷で保管された。

### サウロンの脅威
2463年
いよいよ深まるサウロンの脅威への対策を話し合うため、裂け谷のエルロンド、ロスローリエンのガラドリエル、リンドンのキーアダンとその他のエルフの諸侯、灰色のガンダルフ、白のサルマンらによって、白の会議が結成された。議長にはサルマンが選ばれた。
2509年
エルロンドの妻ケレブリーアンはロスローリエンへの旅の途中、赤角山道においてオークの一団に捕らわれた。エルラダンとエルロヒアは母を救出したが、かの女は拷問を受け、また毒の傷をえていた。エルロンドは妻の肉体の傷を癒したが、かの女は二度と中つ国に喜びを見いださなかった。翌2510年、ケレブリーアンは海を渡り、アマンへと旅立った。
2850年
ガンダルフはドル・グルドゥアに入った。そしてサウロンがそこの主であり、一つの指輪とイシルドゥアの世継の消息を求めていることを知って、エルロンドに伝えた。
2851年
白の会議が招集され、ガンダルフはサウロンが一つの指輪を手に入れる前に、敵を征圧するため行動を起こすよう進言したが、サルマンはこれを却下した。しかしエルロンドは、サウロンが指輪を取り戻し、思わぬ救いの手が得られぬ限り第三紀が終わるのではないか、と不安をおぼえた。
2933年
ドゥーネダインの族長、アラソルン二世が殺される。エルロンドはアラソルンの妻ギルラインと、その2歳の息子アラゴルン二世を裂け谷に受け入れた。アラゴルンがイシルドゥアの世継であることを隠すため、かれの素性は本人からも隠された。エルロンドはアラゴルンを「エステル」と名付けた。
2942年
『ホビットの冒険』の年。ガンダルフとホビットのビルボ・バギンズ、ドワーフのトーリン･オーケンシールドと12人の仲間が裂け谷を訪れ、かれらの旅の疲れは大いに癒された。エルロンドは一行が見つけた二振りの剣がゴンドリン由来のものであることを教えた。またドワーフたちの地図の謎を解き、旅の助言をあたえた。
同年白の会議が開かれた。ガンダルフの進言をサルマンは受け入れてドル・グルドゥアを攻めることを決定した。白の会議とその勢力はドル・グルドゥアを急襲し、サウロンを追い出した。
2943年
ガンダルフとビルボ・バギンズがはなれ山からの帰路、裂け谷を訪れた。ビルボはエルロンドにこまごまとした贈り物をおくった。
2951年
エルロンドは20歳になったアラゴルンにかれの真の名を呼び、かれがイシルドゥアの世継であることを告げた。そして折れたナルシルと、バラヒアの指輪を渡した。しかしアンヌミナスの王笏はひきつづき預かった。
そしてアラゴルンはアルウェンを愛するようになった。そのことを察したエルロンドは苦悩した。もしアルウェンがアラゴルンの妻となり中つ国に留まるのならば、アルウェンは人間の運命に組み入れられ、エルロンドが中つ国を去れば、二度と会うことができないからである。
2980年
ロスローリエンを訪れたアラゴルンはアルウェンと再会し、ケリン・アムロスの丘で二人は婚約をした。娘の選択を聞き知ると、エルロンドは深く悲しんだ。アルウェンを花嫁とするには、「アルノールとゴンドール両国の王」となることが条件であると、のちに裂け谷を訪れたアラゴルンにエルロンドは告げた。
3002年
エルロンドは裂け谷を訪れたビルボを客人として受け入れた。ビルボの滞在は3021年まで。
3009年
エルロンドはロスローリエンに迎えを出し、アルウェンは裂け谷に戻った。

### 大いなる年3018年
ホビット庄のフロド・バギンズが持つ魔法の指輪こそが、サウロンの一つの指輪であることが判明した。バギンズの名はサウロンの知るところとなり、力を蓄えたサウロンは、中つ国の各地で行動を起こし始めた。フロド･バギンズは3人の仲間とともに裂け谷へと旅立ち、ブリー村でアラゴルンと出会った。アラゴルンとホビットたちはナズグールに追われ、裂け谷への道は困難に満ちていた。

#### 10月
9日
フロド一行の危機の知らせを（おそらくギルドールから）受け、ナズグールの脅威からかれらを救うべく、エルロンドは裂け谷のエルフのなかからナズグールに抵抗しうるものを送り出した。
18日
ガンダルフが裂け谷についた。エルロンドが送り出したエルフのうち、街道を行ったグロールフィンデルは、ナズグールを退け、フロド一行と出会った。
20日
フロドを追ってブルイネンの浅瀬を渡ろうとしたナズグールたちは、エルロンドが起こした大水により押し流された。フロドはナズグールの傷がもとで倒れた。この日から23日夜までエルロンドはフロドに治療を施し、傷口からモルグルの刃の欠片を取り出す。
24日
フロドが目覚めた。エルロンドはブルイネンの浅瀬での勝利を祝って宴会を催した。
25日
エルロンドの会議がひらかれた。各地に住む自由の民の代表たちの前で、一つの指輪の来歴が明らかにされ、今後の処遇が検討された。一つの指輪をモルドールの火の山へと運び破壊するべし、とエルロンドは告げた。指輪の運び手としてビルボとフロドが名乗りを上げ、エルロンドはフロドを運び手に選ぶ。さらにフロドの供のものとして、サムの同行を許した。
26日
エルロンドは指輪の運び手の旅立ちの前に、周辺の状況を知るべく斥候をだした。

#### 12月
18日
エルロンドはフロドとともに旅立つ「指輪隊」の総数を、ナズグールが9人であることから9人と定めた。フロドとサムに加えてガンダルフと、エルフの代表としてレゴラス、ドワーフの代表としてギムリ、人間の代表としてアラゴルンを選んだ。さらにミナス・ティリスへ帰るために同じ道を行くボロミアも選ばれた。エルロンドは、指輪隊の残りの2人について裂け谷の家中から選ぶことも考えていたが、メリーとピピンの立候補があり、ガンダルフの推薦もあってそれを受け入れた。
25日
エルロンドは指輪隊に助言をあたえ、その出発を見送った。

### 大いなる年3019年
以下の日付はホビット庄暦。
2月
ガラドリエルからの伝言を受け、エルロンドはドゥーネダインを召集してかれの二人の息子エルラダンとエルロヒアとともにローハンへと向かわせた。
3月6日
エルロンドの息子とドゥーネダインの一行は、アラゴルンを見つけた。エルロンドはアラゴルンに、「死者の道」を行くように伝言した。
3月25日
指輪は火の山の火口に落ち、サウロンは滅びた。
5月1日
アラゴルンはアルノールとゴンドール両国の王として戴冠した。エルロンドはアルウェンとともに裂け谷をたち、ゴンドールへと向かった。グロールフィンデル、エレストールなど、裂け谷の家中のものも多く同道した。
5月14日
エルラダンとエルロヒアが、エルロンドとその一行をエドラスに迎えた。
5月20日
エルロンドとアルウェンはロスローリエンに到着。一週間滞在する。エルロンドとともにガラドリエルとケレボルン、ロスローリエンの民も多くが同道した。
6月の一のライズ（夏至の前日）
エルロンドとアルウェンはゴンドールに到着。
夏至
アラゴルンとアルウェンの結婚。
7月19日
セオデン王の葬列がゴンドールを発つ。エルロンドと裂け谷の一行も同行した。
8月14日
セオデン王の葬儀と追悼会のあと、エルロンドと裂け谷の一行は旅立った。アルウェンはエドラスに留まり、これより二度とエルロンドと会うことはなかった。
8月22日
アイゼンガルドにて、エルロンドはアラゴルンと別れた。
9月21日
裂け谷に戻る。ガンダルフとホビットたちは10月5日まで滞在。
10月5日
ガンダルフとホビットたちが裂け谷を発つ。エルロンドはフロドを祝福して送り出した。

### 3021年
9月22日
エルロンドはビルボ、ガラドリエル、ギルドールらと馬を進め、灰色港へと向かう道中、末つ森にてフロド、サムと合流した。
9月29日
灰色港に到着。海を渡り、西方へと向かった。同行者はガラドリエル、ギルドールとその家中のエルフ、ガンダルフ、ビルボ、フロド。

## 半エルフの系図
| フィンウェ | フィンウェ | フィンウェ | フィンウェ | フィンウェ       | フィンウェ       |                  |                  | インディス       | インディス       | インディス | インディス | インディス            | インディス     |                |                |                |                |  |  | ハドル家   | ハドル家   | ハドル家   | ハドル家   | ハドル家     | ハドル家     |              |              |              |              | ベオル家     | ベオル家     | ベオル家       | ベオル家       | ベオル家                | ベオル家                |                         |                         | シンゴル                | シンゴル                | シンゴル                | シンゴル                | シンゴル   | シンゴル   |            |            | メリアン   | メリアン   | メリアン | メリアン | メリアン | メリアン |  |  |
| フィンウェ | フィンウェ | フィンウェ | フィンウェ | フィンウェ       | フィンウェ       |                  |                  | インディス       | インディス       | インディス | インディス | インディス            | インディス     |                |                |                |                |  |  | ハドル家   | ハドル家   | ハドル家   | ハドル家   | ハドル家     | ハドル家     |              |              |              |              | ベオル家     | ベオル家     | ベオル家       | ベオル家       | ベオル家                | ベオル家                |                         |                         | シンゴル                | シンゴル                | シンゴル                | シンゴル                | シンゴル   | シンゴル   |            |            | メリアン   | メリアン   | メリアン | メリアン | メリアン | メリアン |  |  |
|            |            |            |            |                  |                  |                  |                  |                  |                  |            |            |                       |                |                |                |                |                |  |  |            |            |            |            |              |              |              |              |              |              |              |              |                |                |                         |                         |                         |                         |                         |                         |                         |                         |            |            |            |            |            |            |          |          |          |          |  |  |
|            |            |            |            | フィンゴルフィン | フィンゴルフィン | フィンゴルフィン | フィンゴルフィン | フィンゴルフィン | フィンゴルフィン |            |            | アナイレ              | アナイレ       | アナイレ       | アナイレ       | アナイレ       | アナイレ       |  |  | ガルドール | ガルドール | ガルドール | ガルドール | ガルドール   | ガルドール   |              |              |              |              | バラヒア     | バラヒア     | バラヒア       | バラヒア       | バラヒア                | バラヒア                |                         |                         |                         |                         |                         |                         |            |            |            |            |            |            |          |          |          |          |  |  |
|            |            |            |            | フィンゴルフィン | フィンゴルフィン | フィンゴルフィン | フィンゴルフィン | フィンゴルフィン | フィンゴルフィン |            |            | アナイレ              | アナイレ       | アナイレ       | アナイレ       | アナイレ       | アナイレ       |  |  | ガルドール | ガルドール | ガルドール | ガルドール | ガルドール   | ガルドール   |              |              |              |              | バラヒア     | バラヒア     | バラヒア       | バラヒア       | バラヒア                | バラヒア                |                         |                         |                         |                         |                         |                         |            |            |            |            |            |            |          |          |          |          |  |  |
|            |            |            |            |                  |                  |                  |                  |                  |                  |            |            |                       |                |                |                |                |                |  |  |            |            |            |            |              |              |              |              |              |              |              |              |                |                |                         |                         |                         |                         |                         |                         |                         |                         |            |            |            |            |            |            |          |          |          |          |  |  |
| エレンウェ | エレンウェ | エレンウェ | エレンウェ | エレンウェ       | エレンウェ       |                  |                  | トゥアゴン       | トゥアゴン       | トゥアゴン | トゥアゴン | トゥアゴン            | トゥアゴン     |                |                |                |                |  |  | フオル     | フオル     | フオル     | フオル     | フオル       | フオル       |              |              |              |              | ベレン       | ベレン       | ベレン         | ベレン         | ベレン                  | ベレン                  |                         |                         |                         |                         |                         |                         | ルーシエン | ルーシエン | ルーシエン | ルーシエン | ルーシエン | ルーシエン |          |          |          |          |  |  |
| エレンウェ | エレンウェ | エレンウェ | エレンウェ | エレンウェ       | エレンウェ       |                  |                  | トゥアゴン       | トゥアゴン       | トゥアゴン | トゥアゴン | トゥアゴン            | トゥアゴン     |                |                |                |                |  |  | フオル     | フオル     | フオル     | フオル     | フオル       | フオル       |              |              |              |              | ベレン       | ベレン       | ベレン         | ベレン         | ベレン                  | ベレン                  |                         |                         |                         |                         |                         |                         | ルーシエン | ルーシエン | ルーシエン | ルーシエン | ルーシエン | ルーシエン |          |          |          |          |  |  |
|            |            |            |            |                  |                  |                  |                  |                  |                  |            |            |                       |                |                |                |                |                |  |  |            |            |            |            |              |              |              |              |              |              |              |              |                |                |                         |                         |                         |                         |                         |                         |                         |                         |            |            |            |            |            |            |          |          |          |          |  |  |
|            |            |            |            | イドリル         | イドリル         | イドリル         | イドリル         | イドリル         | イドリル         |            |            |                       |                |                |                |                |                |  |  | トゥオル   | トゥオル   | トゥオル   | トゥオル   | トゥオル     | トゥオル     |              |              | ニムロス     | ニムロス     | ニムロス     | ニムロス     | ニムロス       | ニムロス       |                         |                         | ディオル                | ディオル                | ディオル                | ディオル                | ディオル                | ディオル                |            |            |            |            |            |            |          |          |          |          |  |  |
|            |            |            |            | イドリル         | イドリル         | イドリル         | イドリル         | イドリル         | イドリル         |            |            |                       |                |                |                |                |                |  |  | トゥオル   | トゥオル   | トゥオル   | トゥオル   | トゥオル     | トゥオル     |              |              | ニムロス     | ニムロス     | ニムロス     | ニムロス     | ニムロス       | ニムロス       |                         |                         | ディオル                | ディオル                | ディオル                | ディオル                | ディオル                | ディオル                |            |            |            |            |            |            |          |          |          |          |  |  |
|            |            |            |            |                  |                  |                  |                  |                  |                  |            |            |                       |                |                |                |                |                |  |  |            |            |            |            |              |              |              |              |              |              |              |              |                |                |                         |                         |                         |                         |                         |                         |                         |                         |            |            |            |            |            |            |          |          |          |          |  |  |
|            |            |            |            |                  |                  |                  |                  |                  |                  |            |            |                       |                |                |                |                |                |  |  |            |            |            |            |              |              |              |              |              |              |              |              |                |                |                         |                         |                         |                         |                         |                         |                         |                         |            |            |            |            |            |            |          |          |          |          |  |  |
|            |            |            |            |                  |                  |                  |                  |                  |                  |            |            | エアレンディル        | エアレンディル | エアレンディル | エアレンディル | エアレンディル | エアレンディル |  |  |            |            |            |            | エルウィング | エルウィング | エルウィング | エルウィング | エルウィング | エルウィング |              |              |                |                |                         |                         | エルレードと エルリーン | エルレードと エルリーン | エルレードと エルリーン | エルレードと エルリーン | エルレードと エルリーン | エルレードと エルリーン |            |            |            |            |            |            |          |          |          |          |  |  |
|            |            |            |            |                  |                  |                  |                  |                  |                  |            |            | エアレンディル        | エアレンディル | エアレンディル | エアレンディル | エアレンディル | エアレンディル |  |  |            |            |            |            | エルウィング | エルウィング | エルウィング | エルウィング | エルウィング | エルウィング |              |              |                |                |                         |                         | エルレードと エルリーン | エルレードと エルリーン | エルレードと エルリーン | エルレードと エルリーン | エルレードと エルリーン | エルレードと エルリーン |            |            |            |            |            |            |          |          |          |          |  |  |
|            |            |            |            |                  |                  |                  |                  |                  |                  |            |            |                       |                |                |                |                |                |  |  |            |            |            |            |              |              |              |              |              |              |              |              |                |                |                         |                         |                         |                         |                         |                         |                         |                         |            |            |            |            |            |            |          |          |          |          |  |  |
|            |            |            |            |                  |                  |                  |                  |                  |                  |            |            |                       |                |                |                |                |                |  |  |            |            |            |            |              |              |              |              | ガラドリエル | ガラドリエル | ガラドリエル | ガラドリエル | ガラドリエル   | ガラドリエル   |                         |                         | ケレボルン              | ケレボルン              | ケレボルン              | ケレボルン              | ケレボルン              | ケレボルン              |            |            |            |            |            |            |          |          |          |          |  |  |
|            |            |            |            |                  |                  |                  |                  |                  |                  |            |            |                       |                |                |                |                |                |  |  |            |            |            |            |              |              |              |              | ガラドリエル | ガラドリエル | ガラドリエル | ガラドリエル | ガラドリエル   | ガラドリエル   |                         |                         | ケレボルン              | ケレボルン              | ケレボルン              | ケレボルン              | ケレボルン              | ケレボルン              |            |            |            |            |            |            |          |          |          |          |  |  |
|            |            |            |            |                  |                  |                  |                  |                  |                  |            |            |                       |                |                |                |                |                |  |  |            |            |            |            |              |              |              |              |              |              |              |              |                |                |                         |                         |                         |                         |                         |                         |                         |                         |            |            |            |            |            |            |          |          |          |          |  |  |
|            |            |            |            |                  |                  |                  |                  |                  |                  |            |            |                       |                |                |                |                |                |  |  |            |            |            |            |              |              |              |              |              |              |              |              |                |                |                         |                         |                         |                         |                         |                         |                         |                         |            |            |            |            |            |            |          |          |          |          |  |  |
|            |            |            |            |                  |                  |                  |                  |                  |                  |            |            | エルロス              | エルロス       | エルロス       | エルロス       | エルロス       | エルロス       |  |  |            |            |            |            | エルロンド   | エルロンド   | エルロンド   | エルロンド   | エルロンド   | エルロンド   |              |              | ケレブリーアン | ケレブリーアン | ケレブリーアン          | ケレブリーアン          | ケレブリーアン          | ケレブリーアン          |                         |                         |                         |                         |            |            |            |            |            |            |          |          |          |          |  |  |
|            |            |            |            |                  |                  |                  |                  |                  |                  |            |            | エルロス              | エルロス       | エルロス       | エルロス       | エルロス       | エルロス       |  |  |            |            |            |            | エルロンド   | エルロンド   | エルロンド   | エルロンド   | エルロンド   | エルロンド   |              |              | ケレブリーアン | ケレブリーアン | ケレブリーアン          | ケレブリーアン          | ケレブリーアン          | ケレブリーアン          |                         |                         |                         |                         |            |            |            |            |            |            |          |          |          |          |  |  |
|            |            |            |            |                  |                  |                  |                  |                  |                  |            |            |                       |                |                |                |                |                |  |  |            |            |            |            |              |              |              |              |              |              |              |              |                |                |                         |                         |                         |                         |                         |                         |                         |                         |            |            |            |            |            |            |          |          |          |          |  |  |
|            |            |            |            |                  |                  |                  |                  |                  |                  |            |            | ヌーメノール の王たち |                |                |                |                |                |  |  |            |            |            |            |              |              |              |              |              |              |              |              |                |                |                         |                         |                         |                         |                         |                         |                         |                         |            |            |            |            |            |            |          |          |          |          |  |  |
|            |            |            |            |                  |                  |                  |                  |                  |                  |            |            |                       |                |                |                |                |                |  |  |            |            |            |            |              |              |              |              |              |              |              |              |                |                |                         |                         |                         |                         |                         |                         |                         |                         |            |            |            |            |            |            |          |          |          |          |  |  |
|            |            |            |            |                  |                  |                  |                  |                  |                  |            |            | アルノール の王たち   |                |                |                |                |                |  |  |            |            |            |            |              |              |              |              |              |              |              |              |                |                |                         |                         |                         |                         |                         |                         |                         |                         |            |            |            |            |            |            |          |          |          |          |  |  |
|            |            |            |            |                  |                  |                  |                  |                  |                  |            |            |                       |                |                |                |                |                |  |  |            |            |            |            |              |              |              |              |              |              |              |              |                |                |                         |                         |                         |                         |                         |                         |                         |                         |            |            |            |            |            |            |          |          |          |          |  |  |
|            |            |            |            |                  |                  |                  |                  |                  |                  |            |            |                       |                |                |                |                |                |  |  |            |            |            |            |              |              |              |              |              |              |              |              |                |                |                         |                         |                         |                         |                         |                         |                         |                         |            |            |            |            |            |            |          |          |          |          |  |  |
|            |            |            |            |                  |                  |                  |                  |                  |                  |            |            | アラゴルン            | アラゴルン     | アラゴルン     | アラゴルン     | アラゴルン     | アラゴルン     |  |  |            |            |            |            | アルウェン   | アルウェン   | アルウェン   | アルウェン   | アルウェン   | アルウェン   |              |              |                |                | エルラダンと エルロヒア | エルラダンと エルロヒア | エルラダンと エルロヒア | エルラダンと エルロヒア | エルラダンと エルロヒア | エルラダンと エルロヒア |                         |                         |            |            |            |            |            |            |          |          |          |          |  |  |
|            |            |            |            |                  |                  |                  |                  |                  |                  |            |            | アラゴルン            | アラゴルン     | アラゴルン     | アラゴルン     | アラゴルン     | アラゴルン     |  |  |            |            |            |            | アルウェン   | アルウェン   | アルウェン   | アルウェン   | アルウェン   | アルウェン   |              |              |                |                | エルラダンと エルロヒア | エルラダンと エルロヒア | エルラダンと エルロヒア | エルラダンと エルロヒア | エルラダンと エルロヒア | エルラダンと エルロヒア |                         |                         |            |            |            |            |            |            |          |          |          |          |  |  |
|            |            |            |            |                  |                  |                  |                  |                  |                  |            |            |                       |                |                |                |                |                |  |  |            |            |            |            |              |              |              |              |              |              |              |              |                |                |                         |                         |                         |                         |                         |                         |                         |                         |            |            |            |            |            |            |          |          |          |          |  |  |
|            |            |            |            |                  |                  |                  |                  |                  |                  |            |            |                       |                |                |                |                |                |  |  |            |            |            |            |              |              |              |              |              |              |              |              |                |                |                         |                         |                         |                         |                         |                         |                         |                         |            |            |            |            |            |            |          |          |          |          |  |  |
|            |            |            |            |                  |                  |                  |                  |                  |                  |            |            | エルダリオン          | エルダリオン   | エルダリオン   | エルダリオン   | エルダリオン   | エルダリオン   |  |  |            |            |            |            | 数人の娘     | 数人の娘     | 数人の娘     | 数人の娘     | 数人の娘     | 数人の娘     |              |              |                |                |                         |                         |                         |                         |                         |                         |                         |                         |            |            |            |            |            |            |          |          |          |          |  |  |